# Его превосходительство
«Его́ превосходи́тельство» — драма режиссёра Григория Рошаля, снятая им на киностудии Белгоскино в 1927 году.

## Сюжет
В основу фильма положено действительное событие. 5 мая 1902 г. 23-летний рабочий-сапожник Гирш Леккерт, член еврейской партии «Бунд», совершил покушение на убийство виленского генерал-губернатора фон Валя.
Накануне, 1 мая, в городе появились листовки с призывом поддержать первомайскую демонстрацию виленских рабочих. Первомайское шествие рабочих было разогнано казаками, несколько демонстрантов убито, а большая группа участников демонстрации арестована. Среди последних оказалось много трудящихся-евреев. Опасаясь погромов, еврейская буржуазная верхушка отправила губернатору своих представителей с просьбой наказать арестованных, но не трогать остального еврейского населения. Губернатор обещал предотвратить погром; арестованных же приказал выпороть. В ответ на этот возмутительный приказ рабочий сапожной мастерской Гирш Леккерт решил убить генерал-губернатора. Выстрелом из револьвера он ранил генерал-губернатора, Гирша Леккерта арестовали и приговорили к смертной казни.

## В ролях
- Леонид Леонидов — губернатор фон Валь / раввин
- Мария Синельникова — Мириам, приёмная дочь раввина
- Тамара Адельгейм — Ривеле
- Николай Черкасов — высокий клоун
- Михаил Ростовцев — маленький клоун
- Абрам Гринфельд — Лейзер, раввин